# 新课程报
《新课程报》是中華人民共和國一份面向教育界人士的報紙，由未来出版社主管主办，它是2006年9月25日在原2000年10月3日创刊的《百姓生活报》基础上于北京创刊。新课程报是中華人民共和國教育部基础教育课程教材发展中心指导的中國唯一一份基础教育课程改革的专业报纸。新课程报为周报，於每周一刊發。